# Orlando Fundichely
Orlando Fundichely (Kuba, 1968. szeptember 26. –) kubai színész.

## Élete és pályafutása
Orlando Fundichely 1968. szeptember 26-án született Kubában. Édesanyja Doris García kubai színésznő. Apai ágról két testvére van. 
Édesanyjának köszönhetően korán kezdődött színészi karrierje. Hét hónapos korában bemutatkozhatott. Ötévesen az El cuentoban szerepelt.
1999-ben feleségül vette Karina Rivera, perui műsorvezetőt, akinek volt már egy fia, Alejandro, korábbi kapcsolatából. 2000-ben született meg első lányuk Doris Alexia, 2008-ban a második, Luciana Karina.

## Filmográfia

### Televíziós sorozatok, telenovellák
| Év        | Cím                    | Szerep               | Stúdió                                    |
| --------- | ---------------------- | -------------------- | ----------------------------------------- |
| 1994      | La hija del presidente |                      | Marte TV                                  |
| 1994      | Cruz de nadie          |                      | Marte TV                                  |
| 1997      | María Celina           | Diego Álvarado       | Fono Video                                |
| 1998      | Cosas del amor         | Martín Lazcano       | Frecuencia Latina                         |
| 1998      | Luz María              | Sergio Cosío Ludeña  | América                                   |
| 1999      | María Emilia, querida  | Eduardo Méndez       | América                                   |
| 2000      | Maria Rosa             | Miguel Cortés        | Iguana Producciones - Venevision          |
| 2003      | Sofía dame tiempo      | Antonio 'Toño' Rivas | Telemundo - RTI Producciones - Caracol TV |
| 2004      | Ángel rebelde          | Vicente Lander       | Venevision - Fono Video                   |
| 2005      | Hazugságok hálójában   | Ricardo Dantes       | Venevision - Fono Video                   |
| 2007      | Sarokba szorítva       | Ignacio Montiel      | Venevision                                |
| 2009      | Los Barriga            | Mario Del Valle      | Frecuencia Latina                         |
| 2011      | Zárt ajtók mögött      | Sebastián Andrade    | Telemundo                                 |
| 2012      | Relaciones peligrosas  | Orlando Aragón       | Telemundo                                 |
| 2013–2014 | Al fondo hay sitio     | Carlos Cabrera       | América                                   |

### Filmek, rövidfilmek
- Sueño tropical (1993)
- Reina y rey (1994)

## Fordítás
Ez a szócikk részben vagy egészben  az   Orlando Fundichely című spanyol Wikipédia-szócikk fordításán alapul.  Az eredeti cikk szerkesztőit annak laptörténete sorolja fel. Ez a jelzés csupán a megfogalmazás eredetét és a szerzői jogokat jelzi, nem szolgál a cikkben szereplő információk forrásmegjelöléseként.